# Sunset Speedway
Le Sunset Speedway est un circuit automobile canadien situé à Innisfil, ville distante d'environ 85 km au nord de Toronto en Ontario (Canada).
La piste est inaugurée en 1968. Brian Todish en est le propriétaire et directeur.
De mai à septembre, le circuit accueille des courses se disputant en nocturne le samedi soir telles que les Junior Late Models, Bone Stocks, Mini Stocks, Super Stocks et Late Models.
Le circuit accueille également des compétitions de NASCAR Pinty's Series (depuis 2015), d'APC United Late Model Series (en), d'ISMA Super Modifieds, de Hot Rods (OSCAAR) et d'Outlaw Super Late Models. 

## Caractéristiques
Le circuit est un circuit court (short track). 
Sa forme est ovale et il possède une longueur d'1/3 de mille (536 mètres).
Son revêtement est en asphalte.

## Histoire
Opérationnel depuis 1968, un nouveau propriétaire rachète le circuit en mai 2009 et modernise le complexe. L'asphalte de la piste est remplacé, les tribunes réparées et une ligne pour les stands est ajoutée. À la suite de la fermeture en 2015 du Barrie Speedway situé à proximité, la NASCAR déplace sa course annuelle de NASCAR Advance Auto Parts Weekly Series (en) vers le Sunset Speedway. 
Le circuit accueille également la NASCAR Pinty's Series pour la première fois en 2015.

## NASCAR Pinty's Series
La première course de NASCAR Pinty's Series sur le Sunset Speedway est disputée le 20 juillet 2015 et dénommée officiellement la Leland Industries 300 presented by Johnsonville. Alexandre Tagliani la remporte et récidive en 2016. Après trois ans d'absence, la NASCAR annonce que la Pinty's Series revient sur le circuit à partir de la saison 2020.
| Saison | Date     | Nom de la course                                | Pilote vainqueur   | Manufacturier | Référence |
| ------ | -------- | ----------------------------------------------- | ------------------ | ------------- | --------- |
| 2015   | 20 juin  | Leland Industries 300 presented by Johnsonville | Alexandre Tagliani | Chevrolet     | [ 6 ]     |
| 2016   | 18 juin  | Leland Industries 300 presented by Dickies      | Alexandre Tagliani | Chevrolet     | [ 7 ]     |
| 2020   | 15 août  | QwickWick 125                                   | L.P. Dumoulin      | Dodge         | [ 8 ]     |
| 2020   | 15 août  | Canadian Tire 125                               | Jason Hathaway     | Chevrolet     | [ 9 ]     |
| 2021   | 1er août | FrontLine Workers 125                           | Raphaël Lessard    | Chevrolet     | [ 10 ]    |
| 2021   | 1er août | General Tire 125                                | Raphaël Lessard    | Chevrolet     | [ 10 ]    |

## Photos

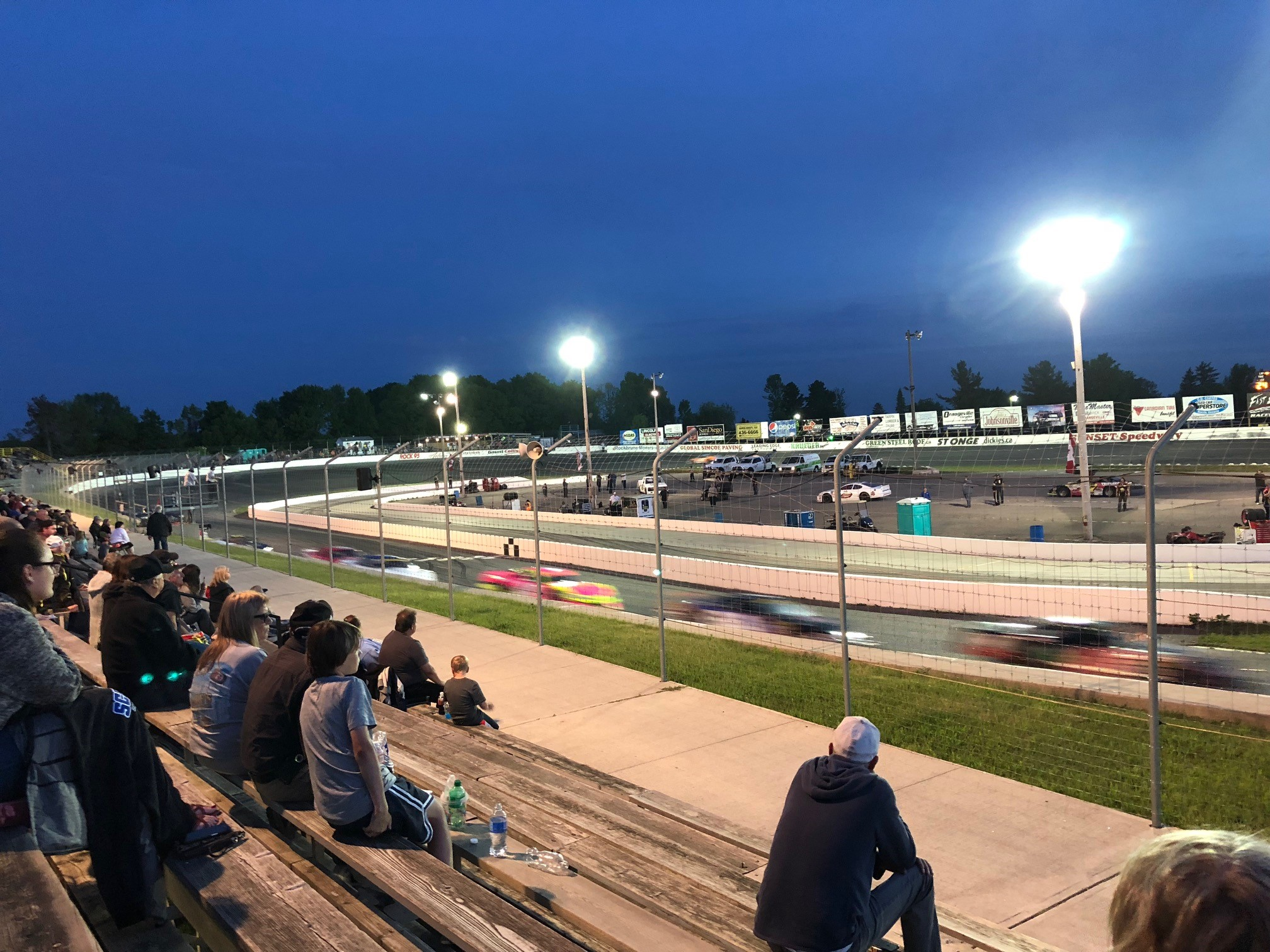
Tribune et ligne droite d'arrivée.
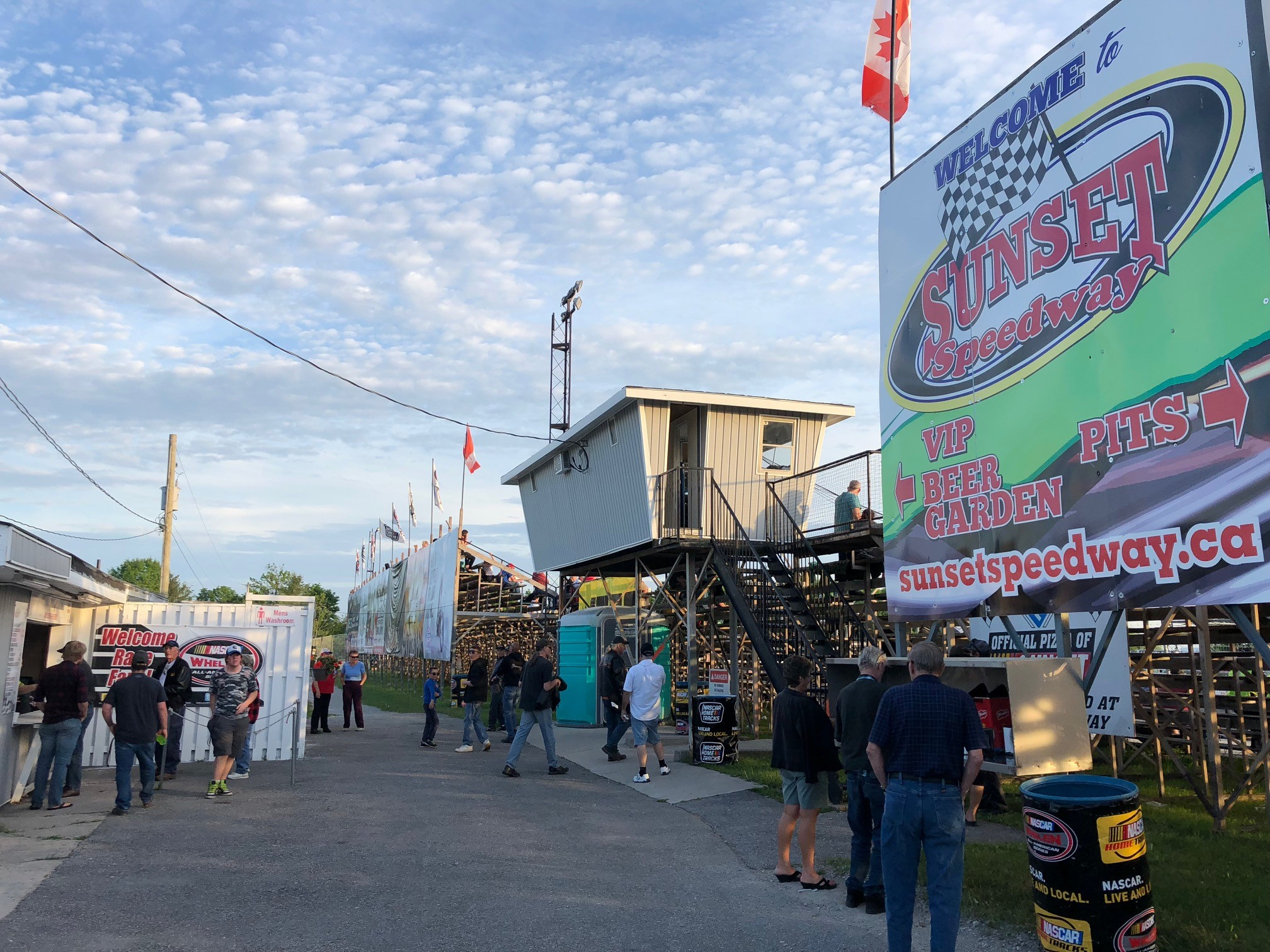
Zone de concession.
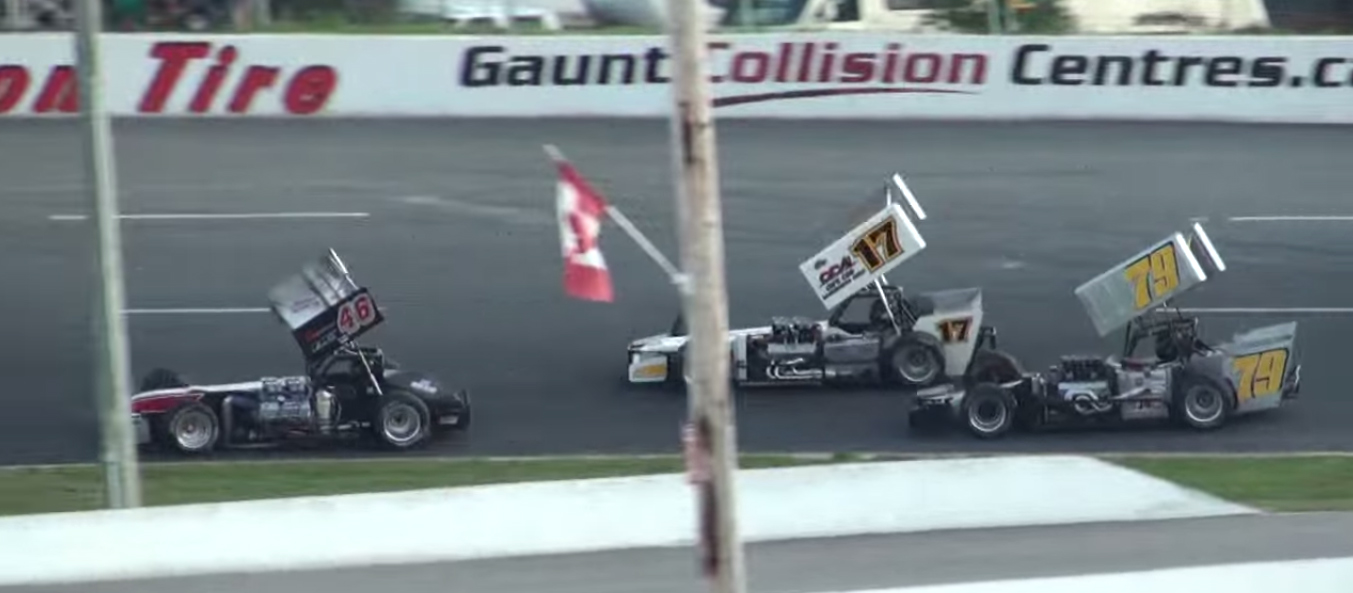
ISMA Supermodified race in 2013.